# Alfa Romeo B.A.T.

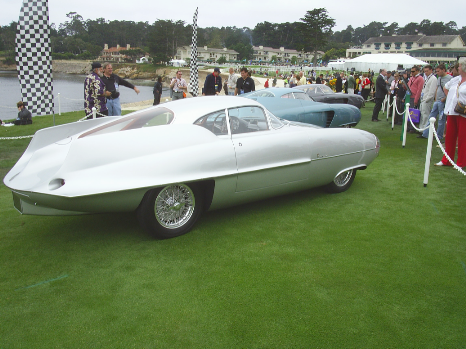
De drie B.A.T. wagens op de Pebble Beach Concours d'Elegance in 2005

De Alfa Romeo B.A.T. 5, B.A.T. 7 en B.A.T. 9 zijn drie conceptauto's die gebouwd werden in respectievelijk 1953, 1954 en 1955. De B.A.T. wagens waren een samenwerking tussen Alfa Romeo en Bertone. De onderdelen kwamen van de Alfa Romeo 1900 Sprint en de carrosserie werd ontworpen en gebouwd door Bertone. B.A.T. staat voor Berlinetta Aerodinamica Tecnica en waren experimenten om na te gaan hoeveel de aerodynamische vorm van een wagen invloed zou hebben op de prestaties.
In 2020 werden de drie wagens geveild.

## B.A.T. 5
De B.A.T. 5 was het eerste model en werd voor het eerst tentoongesteld op de autosalon van Turijn in 1953. Franco Scaglione tekende de wagen en hoewel deze wagen niets met de Batmobile te maken heeft, doet hij hier met zijn twee staartvinnen sterk aan denken. De voorkant van de wagen was duidelijk een voortzetting van de eerder door Scaglione ontworpen Abarth 1500 Biposto Coupé en moest ervoor zorgen dat de turbulentie zo laag mogelijk werd gehouden. De wagen haalde een topsnelheid van ongeveer 200 km/u met een 100 pk sterke motor.

## B.A.T. 7
In 1954 volgde de B.A.T. 7 op het autosalon van Turijn. De B.A.T. 7 behield grotendeels de lijnen van de B.A.T. 5, maar alles werd iets extremer. De staartvinnen werden bijvoorbeeld een stuk groter.

## B.A.T. 9
De B.A.T. 9 werd de laatste B.A.T. wagen en werd net als zijn voorgangers voor het eerst aan het publiek getoond op het autosalon van Turijn. De extreme vormen van de vorige twee werden vervangen door iets soberdere lijnen. De staartvinnen werden twee lange, smalle platen en aan de voorkant was nu de typische Alfa Romeo grille te zien.